# Nădlac
Nădlac (in ungherese Nagylak, in slovacco Nadlak), è una città della Romania di 8 050 abitanti, ubicata nel distretto di Arad, nella regione storica del Banato.
Nădlac ospita la più vasta colonia di origine slovacca della Romania, che rappresenta quasi la metà della popolazione della città.
La città è situata al confine con l'Ungheria ed ospita il più importante valico automobilistico tra i due paesi.